# Václav Morávek
Václav Morávek, conocido como Pobožný pistolník (8 de agosto de 1904, Kolín – 21 de marzo de 1942, Praga), fue oficial en el Ejército Checoslovaco durante el período de entreguerras y un héroe de la resistencia checa contra los nazis durante la Segunda Guerra Mundial, miembro del legendario grupo apodado "Tres Reyes" por la Gestapo. Utilizó los nombres en clave León, Mladý, Vojta, Ota y Procházka.
Fue el miembro más joven del trío de resistencia Balabán, Mašín, Morávek, que operó en el Protectorado desde 1939 hasta 1942. El grupo recopiló inteligencia valiosa que fue enviada a Londres, mantuvo contacto con el espía Paul Thümme (A-54), distribuyó publicaciones ilegales y llevó a cabo operaciones de sabotaje. Morávek, conocido por su valentía y escapadas notables, permaneció libre más tiempo que los otros miembros del trío. Cayó el 21 de marzo de 1942, durante un tiroteo con agentes de la sede de la Gestapo en Praga  en lo que ahora es el Parque Morávek (cerca de la parada de tranvía de Prašný most). Poco después de la guerra, fue ascendido póstumamente al rango de Coronel y en 2005 a General de Brigada.

## Juventud

### Familia
Morávek nació el 8. de agosto de 1904 en Kolín. Su padre, Josef, inicialmente ingeniero mecánico, desde 1900 fue profesor en la escuela de artesanía de Kolín, donde enseñaba escritura, cálculo, mecánica, tecnología mecánica, dibujo técnico para ingenieros, ciencia de motores y contabilidad. Su madre, Jaroslava Muziková, fue una mujer muy devota activa en varias asociaciones y se ocupaba del hogar. Václav tuvo una relación profunda con su madre, quien influyó significativamente en la formación de su escala de valores, especialmente espiritual. Durante la ocupación, ella lo apoyó en todo momento a pesar del riesgo de persecución. Václav tenía dos hermanos, una hermana mayor llamada Jarmila (* 1903) y un hermano menor llamado Zdeněk (* 1907). Ambos sobrevivieron notablemente y fallecieron mucho después de la guerra.
En cuanto a la fe, en 1919 los Morávek se unieron al éxodo de fieles de la Iglesia católica romana hacia la Iglesia evangélica de los Hermanos Checoslovacos. Posteriormente, en 1930, la mamá Jaroslava se unió a la Unión de los Hermanos Checoslovacos en Kolín (hoy Iglesia de los Hermanos). Todos los miembros de la familia Morávek están enterrados en el cementerio evangélico en la calle Veltrubská, en la parte de Kolín llamada Zálabí. El sepulcro de Václav Morávek es únicamente simbólico en ese lugar.

### Juventud y estudios
Václav primero completó cinco años en la escuela primaria y a partir de 1915 estudió en el gimnasio de Kolín (ubicado en el edificio de la actual Academia Comercial), donde se graduó en julio de 1923. Mientras tanto, en 1921 falleció su padre y Václav asumió una considerable carga de responsabilidad familiar. En su tiempo libre, se dedicó activamente al scoutismo, donde entre 1920 y 1923 fue líder de grupo en una de las unidades de Kolín.

### En el ejército
Después de unirse voluntariamente en marzo de 1923, el 1 de octubre ingresó al regimiento de infantería en Terezín. La razón probable fueron las deudas dejadas por su padre a la familia tras su fallecimiento. El 5 de octubre fue enviado como alumno a la Academia Militar de Hranice, de la cual se graduó como teniente de artillería en agosto de 1925. Luego fue destinado a Olomouc, donde se unió al 107.º regimiento de artillería. Completó un curso de artillería y en 1927 un curso ecuestre para oficiales de artillería. Durante este tiempo, continuó sirviendo en el regimiento local en varias funciones (jefe de equipo de tracción, oficial de reconocimiento, jefe del departamento de reparaciones, ayudante del comandante del destacamento de reemplazo) hasta 1931. El 15 de septiembre de 1931, siendo teniente mayor, fue enviado al Curso Superior de Equitación y luego a la escuela ecuestre en Pardubice. Regresó de Pardubice a Olomouc el 30 de julio de 1933, donde sirvió hasta la ocupación de Bohemia y Moravia. Terminó su servicio militar con el rango de capitán de estado mayor.

### Personalidad

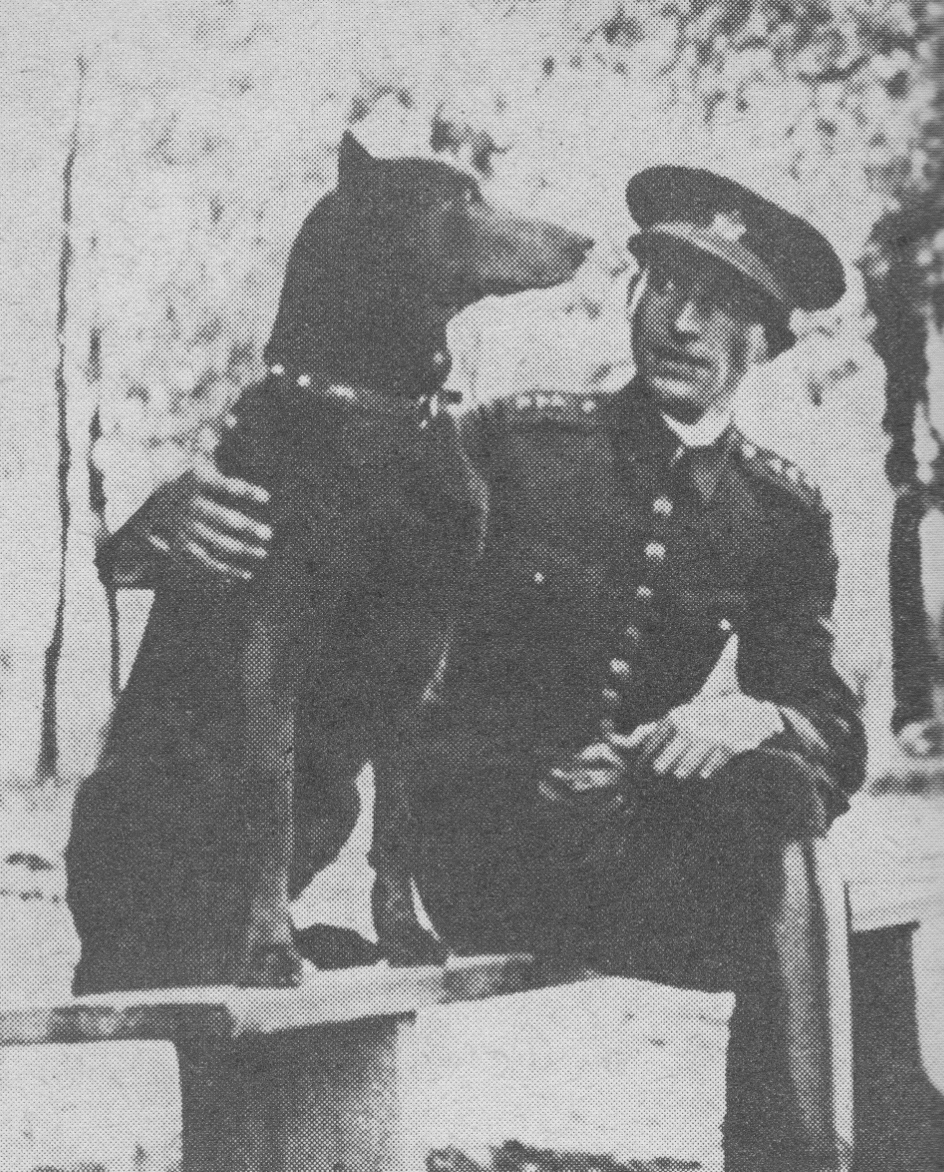
Václav Morávek con su doberman Ryn

Morávek destacaba por su elegancia y comportamiento refinado. Aunque era profundamente devoto y reflexivo, en sociedad era considerado un bromista. En su tiempo libre disfrutaba leyendo y escribiendo versos. Tenía una actitud positiva hacia las mujeres, pero nunca se casó ni formó su propia familia, posiblemente debido a la precaria situación económica de su familia, ya que apoyaba financieramente tanto a su madre como a su hermano. También era amante de los animales, especialmente de los caballos, dedicándose tanto a la doma como al salto ecuestre. Poseía un doberman llamado Ryn, con quien se fotografiaba frecuentemente.
Su superior, el coronel Josef Bartoš, comandante de la 7.ª brigada de artillería de campo, lo caracterizó en 1937 de la siguiente manera: "Václav Morávek es muy aplicado, emprendedor y concienzudo, con un sentido muy desarrollado de la responsabilidad... Fuera del servicio es amistoso, alegre y humorístico con inclinación a la conversación... Al mismo tiempo es muy seguro de sí mismo, aunque algo sensible, pero sin tendencias dañinas. Entre sus habilidades intelectuales destacan su agudeza, comprensión y capacidad de razonamiento lógico... En términos de aptitud física, lo considero resistente y bastante robusto... Su apariencia es pulcra y ordenada. Tiene una influencia muy positiva en sus subordinados, sabe mantener la disciplina y demandar trabajo."

## Munich y la ocupación
En septiembre de 1938, Morávek, dentro de su unidad, se preparaba para enfrentarse al ejército alemán, pero dicho enfrentamiento no llegó debido a la firma del Acuerdo de Múnich. El inicio de la ocupación alemana de Bohemia, Moravia y Silesia a mediados de marzo de 1939 encontró a Morávek en Olomouc con el 107.º regimiento de artillería. El 21 de marzo de ese mismo año, debido a la efectiva disolución del ejército checoslovaco, fue desmovilizado y se le concedió el derecho a pensión. Poco después, intentó sin éxito cruzar a Polonia desde Moravská Ostrava. Posteriormente regresó a su ciudad natal, Kolín, donde fue asignado como secretario actuarial (un funcionario administrativo menor) en la Oficina de Empleo. Sin embargo, el trabajo no lo satisfacía y, además, su supervisor era un checo germanizado, un ex cabo del ejército llamado Hrubesch. Morávek pronto solicitó ser transferido a Český Brod, pero nunca llegó a comenzar allí.

## Actividad de resistencia

### Tři králové
Junto con otros exoficiales del ejército checoslovaco, Morávek participó en la creación de la organización regional de la resistencia llamada Obrana národa. La división de Kolín se llamaba "Pribina". Sin embargo, Morávek fue trasladado a Praga en el verano de 1939 y asignado al Estado Mayor de la división en el Comando Regional de Bohemia como oficial de inteligencia. En otoño de 1939, conoció en Praga al teniente coronel Josef Balabán y al teniente coronel Josef Mašín, con quienes formó un grupo de inteligencia y sabotaje conocido más tarde como Tři králové (Tres Reyes). Este grupo, que a veces se autodenominaba Tři muzikanti o Tři mušketýři, recopilaba información de todas las esferas de la vida en el Protectorado, la evaluaba y la enviaba al extranjero (inicialmente a través de correos, más tarde exclusivamente por radio telegrafía). En la primavera de 1940, Morávek se vio obligado a entrar en la clandestinidad después de que el Gestapo pusiera precio a su cabeza.
Desde finales de la primavera de 1940, siguiendo la solicitud del coronel František Moravec, jefe del II. Departamento del Ministerio de Defensa Nacional en Londres, se trabajó intensamente en restablecer el contacto con Paul Thümmel, conocido como agente A-54. A recomendación de Josef Balabán, Morávek se convirtió en el enlace, principalmente debido a su excelente dominio del alemán. Se lograron establecer contactos en el verano de 1940, los cuales, con algunas interrupciones, perduraron hasta marzo de 1942. Aún no se ha esclarecido satisfactoriamente el rol de Thümmel (¿doble agente?, ¿agente de desinformación?, ¿simplemente un agente de soborno?), sin embargo, el valor de la información proporcionada por él fue considerado muy alto y los contactos con él tuvieron absoluta prioridad.
Las comunicaciones con Londres fueron manejadas por las estaciones de radio Sparta I y Sparta II, y posteriormente por un corto tiempo por la estación Libuše.

### Actividades de sabotaje y diversión
Entre las actividades de sabotaje de los Tři králové se incluía colocar explosivos en locomotoras destinadas a Alemania o Italia. No se puede determinar con qué éxito llevaron a cabo estos actos de sabotaje. También arrojaron sus explosivos, conocidos como "brikety", en las pilas de carbón cerca de los cuarteles y una vez en el Palacio de Petschek. Un incendio fue evitado por un fogonero que notó la carga explosiva. Además, provocaron incendios y colocaron bombas en algunas fábricas que producían material bélico. La acción de sabotaje más conocida fue la explosión de un dispositivo en la Estación Anhalter en Berlín (la puma fue transportada a Berlín por un conductor y colaborador de la resistencia, Jan Karel), planeada para eliminar al tren de Heinrich Himmler en diciembre de 1940. Sin embargo, el tren sufrió una avería y fue desviado a otra estación.
Obtenían los explosivos de diversas fuentes. Parte provenía de la fábrica Explosia en Semtín, parte era contrabandeada desde Yugoslavia. Guardaban armas y municiones en el almacenamiento de la familia Líkař, propietarios de una herrería en la Colina Blanca de Praga. Desde allí, distribuían las armas conservadas y enterraban barriles.
Morávek también participó en la eliminación secreta de varios nazis, colaborando en esto con Paul Thümmel. En un caso, se trató de un alemán no identificado; en otro, de un agente de la Gestapo implicado en la tortura de Josef Mašín, quien supuestamente fue envenenado con un cigarrillo.

### Resistente y bromista
Morávek era un excelente tirador (campeón preguerra del Ejército Checoslovaco en tiro con pistola) y siempre llevaba consigo dos pistolas y varios cargadores. Además de ser profundamente cristiano, siempre llevaba consigo la Biblia kralická de bolsillo, que leía todas las noches cuando era posible. Cuando Mašín le preguntó en uno de sus primeros encuentros en qué creía realmente, Morávek respondió con la legendaria frase: "¡Creo en Dios y en mis pistolas!"
Entre los Tři králové, Morávek destacaba por su valentía a veces casi temeraria. Entregaba regularmente la revista ilegal V boj (llamada el "ejemplar obligatorio") en la sede de la Gestapo en Praga, no dudaba en visitar disfrazado el popular pub de Oskar Fleischer, jefe del grupo encargado de capturarlo, y permitirle encenderle un cigarrillo. Luego envió un saludo amistoso a través de su jefe Hans-Ulrich Geschke a Fleischer, alertándole sobre el encuentro. Furioso, Fleischer aparentemente salió a la calle y detuvo a varios transeúntes después de enterarse de esto, aunque luego tuvo que liberar a todos. Fleischer fue el objetivo de otras bromas de Morávek. Después de que la Gestapo confiscara su abrigo de invierno en uno de los apartamentos clandestinos, el resistente envió una postal a Fleischer desde Bratislava, diciéndole que se iba a un lugar más cálido debido a eso.
Los tres miembros de los Tři králové, especialmente Morávek, a menudo se disfrazaban como alemanes, llevaban sombreros tirolés y las insignias de miembros del Partido Nacional Socialista Alemán de los Trabajadores (NSDAP). Tenían su propio sastre, el Sr. Cabicar, quien les confeccionaba y guardaba un guardarropa especial preparado para ellos.

### Destrucción de los Tři králové
En la primavera de 1941, la Gestapo logró desmantelar el grupo de los Tři králové. En abril, Balabán fue traicionado y arrestado, y en mayo fue detenido Mašín mientras cubría la retirada de sus compañeros del apartamento rodeado en las Nusle de Praga. Durante una arriesgada fuga por la ventana, Morávek perdió su dedo índice izquierdo, que se cortó en el alambre de la antena del transmisor. Los planes de Morávek para liberar a Mašín fracasaron, ya que este último fue trasladado a Pankrác desde el hospital de Podolí después de un intento fallido de escape y fue vigilado más de cerca. Sin embargo, Morávek no se rindió. En mensajes por radio, instó a los líderes exiliados checos a proponer a los británicos el intercambio de Balabán por Mašín junto con oficiales alemanes capturados, aunque esto nunca se llevó a cabo.

### Por cuenta propia
A pesar de la captura de sus colaboradores, Morávek junto con el radiotelegrafista František Peltán logró mantener operativo el transmisor y permanecer en contacto con Thümmel. Sin embargo, en el verano de 1941 se encontró en una situación aún más difícil. Algunos miembros del movimiento de resistencia se negaron a colaborar con él debido a su reputación de aventurero descuidado que ponía en peligro a sus compañeros. Detrás de esto probablemente estaba la creciente rivalidad entre él, Vladimír Krajina y el coronel Josef Churavý. En otoño de 1941 y en enero o febrero de 1942, estableció contacto con los grupos de resistencia Kapitán Nemo y Jindra, ya que la Gestapo ya había penetrado en las redes restantes de la Defensa del Pueblo.

En octubre de 1941, la Gestapo descubrió el transmisor Sparta I y, a través de él, localizó al agente A-54. Poco después, Thümmel fue arrestado por primera vez bajo sospecha de colaboración con la resistencia. A través de él, la Gestapo llegó a Morávek, entre otros. Sin embargo, la red se estrechaba lentamente sobre Morávek, quien en ese momento operaba fuera de las estructuras oficiales de la resistencia. Organizó lo que se llamaron "grupos de tiradores", cuyos miembros eran sus pistoleros personales para diversas acciones de sabotaje. Incluso planeó un asalto a la prisión de Pankrác. Entre sus colaboradores más leales se encontraba el sargento mayor Václav Řehák, apodado Fešák. Sin embargo, estos compañeros no siempre estaban cerca de él. A pesar de esto, el 20 de diciembre de 1941, cuando ocho miembros de la Gestapo lo sorprendieron en un apartamento de ático con una sola salida, logró dispararse paso a paso a través del cerco gracias a su rápida reacción, valentía y circunstancias favorables.

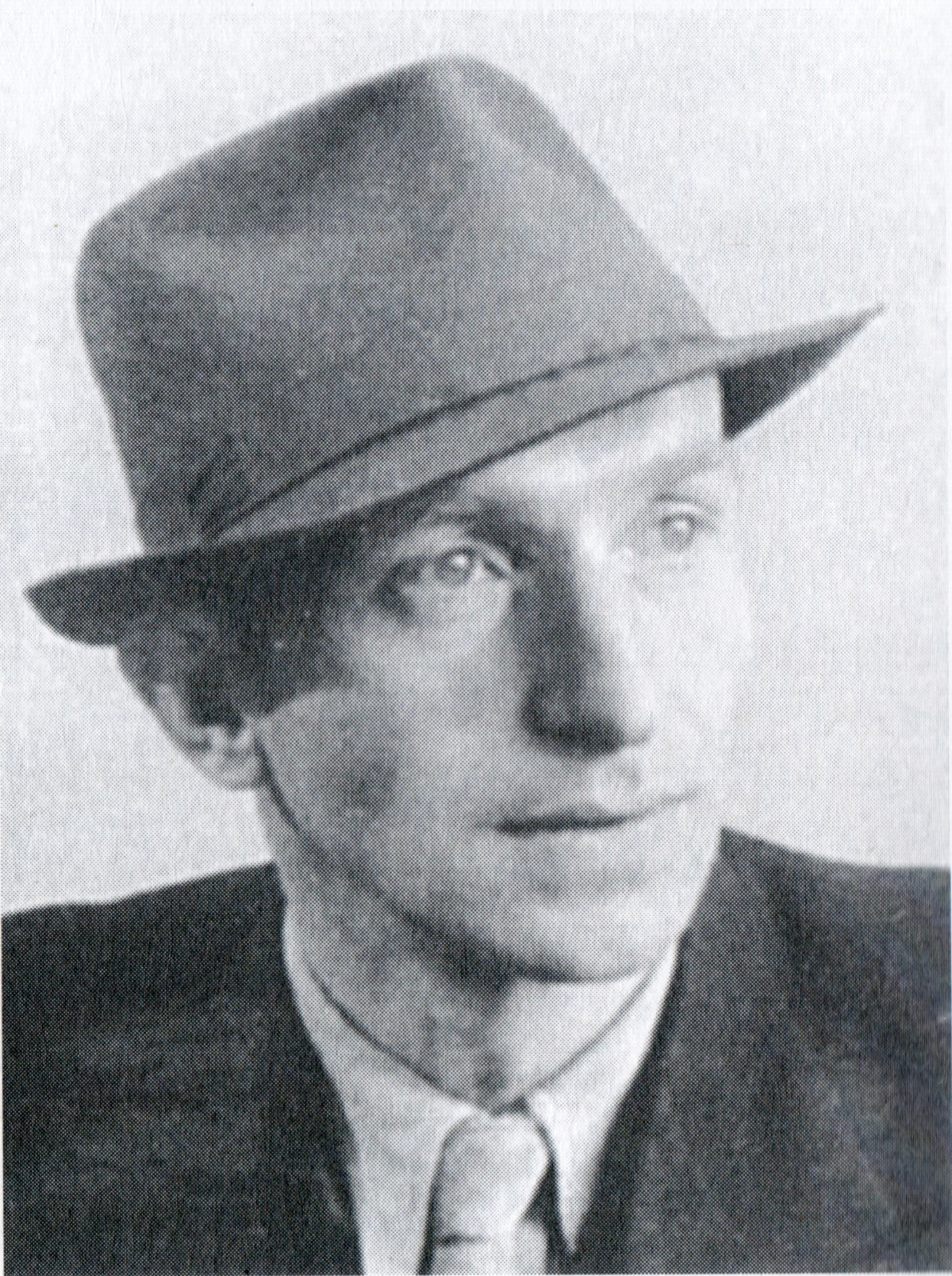
Václav Morávek durante la ocupación
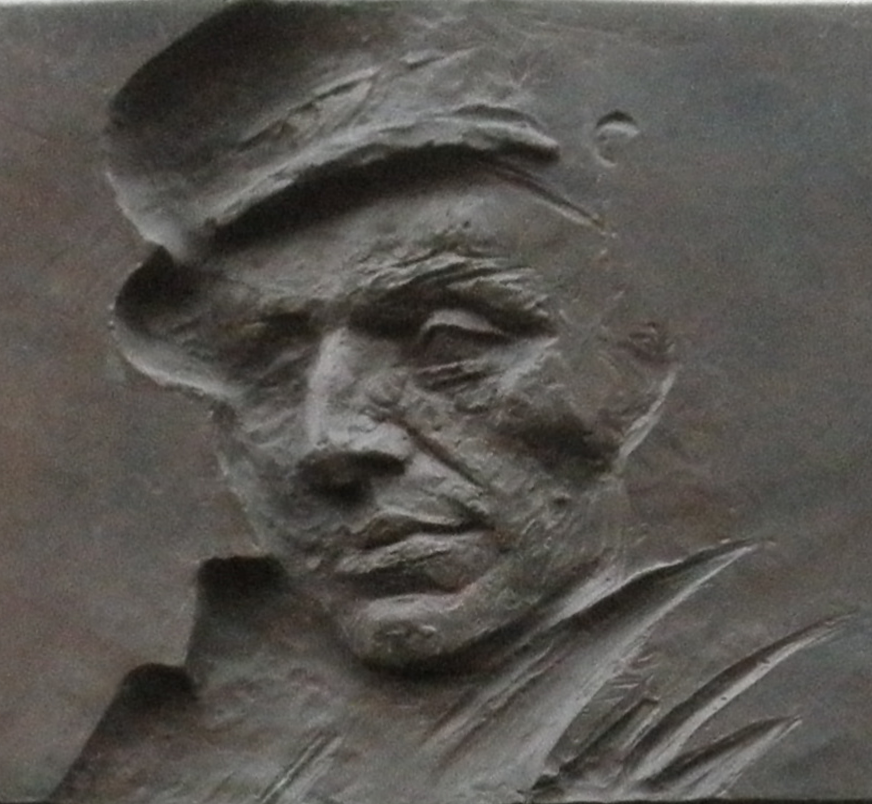
Detalle de la placa conmemorativa de Morávek

#### Silver A a Anthropoid
En marzo de 1942, la operación paracaidista Silver A logró, tras varios intentos fallidos, establecer contacto con Morávek y a través de él con A-54 (el cual había perdido contacto desde octubre de 1941). La estación de radio "Libuše" pudo enviar a Londres un mensaje esperado sobre la reanudación del contacto con un destacado espía. Sin embargo, la satisfacción fue efímera, ya que Thümmel, arrestado por segunda vez en febrero de 1942 y liberado el 2 de marzo bajo promesas de cooperación, ya estaba bajo estricta vigilancia de la Gestapo. Esta esperaba que lo llevara a los rastros de los resistentes y paracaidistas. El 20 de marzo de 1942, Morávek recibió de Alfréd Bartoš fotografías de los miembros de Silver A, con la tarea de proporcionarles nuevos documentos falsos. Estas fotografías, especialmente la de Josef Valčík, contribuyeron más tarde a la identificación de los miembros de Silver A, ya que Morávek no tuvo tiempo de destruirlas antes de su muerte.
Al día siguiente de recibir las fotos de Bartoš, Morávek probablemente tenía planeado reunirse con Thümmel para intentar asegurar su seguridad de alguna manera. Morávek no sabía que Thümmel fue arrestado por tercera vez y de manera definitiva el 20 de marzo. Alrededor del mediodía del 21 de marzo, Morávek casi con certeza se encontró con los miembros del operativo Anthropoid, es decir, con Gabčík y Kubiš, quienes lo informaron sobre el próximo atentado contra Heydrich y probablemente le pidieron cooperación.

Poco después, Thümmel fue arrestado por primera vez bajo sospecha de colaborar con la resistencia. A través de él, la Gestapo también llegó a Morávek, entre otros. Sin embargo, la red se estrechaba lentamente ya que Morávek operaba fuera de las estructuras oficiales de la resistencia en ese momento. Él mismo organizó lo que llamó "grupos de tiradores", cuyos miembros eran sus pistoleros personales que planeaba usar en diversas acciones de sabotaje. Incluso planeó un asalto a la prisión de Pankrác. Entre sus colaboradores más fieles se encontraba el sargento mayor Václav Řehák, apodado Fešák. A pesar de esto, los miembros de la resistencia no siempre estaban cerca de Morávek. No obstante, el 20 de diciembre de 1941, cuando un grupo de ocho miembros de la Gestapo lo sorprendió en un ático con una sola salida, logró escapar del cerco gracias a su rápida reacción, valentía y circunstancias favorables.

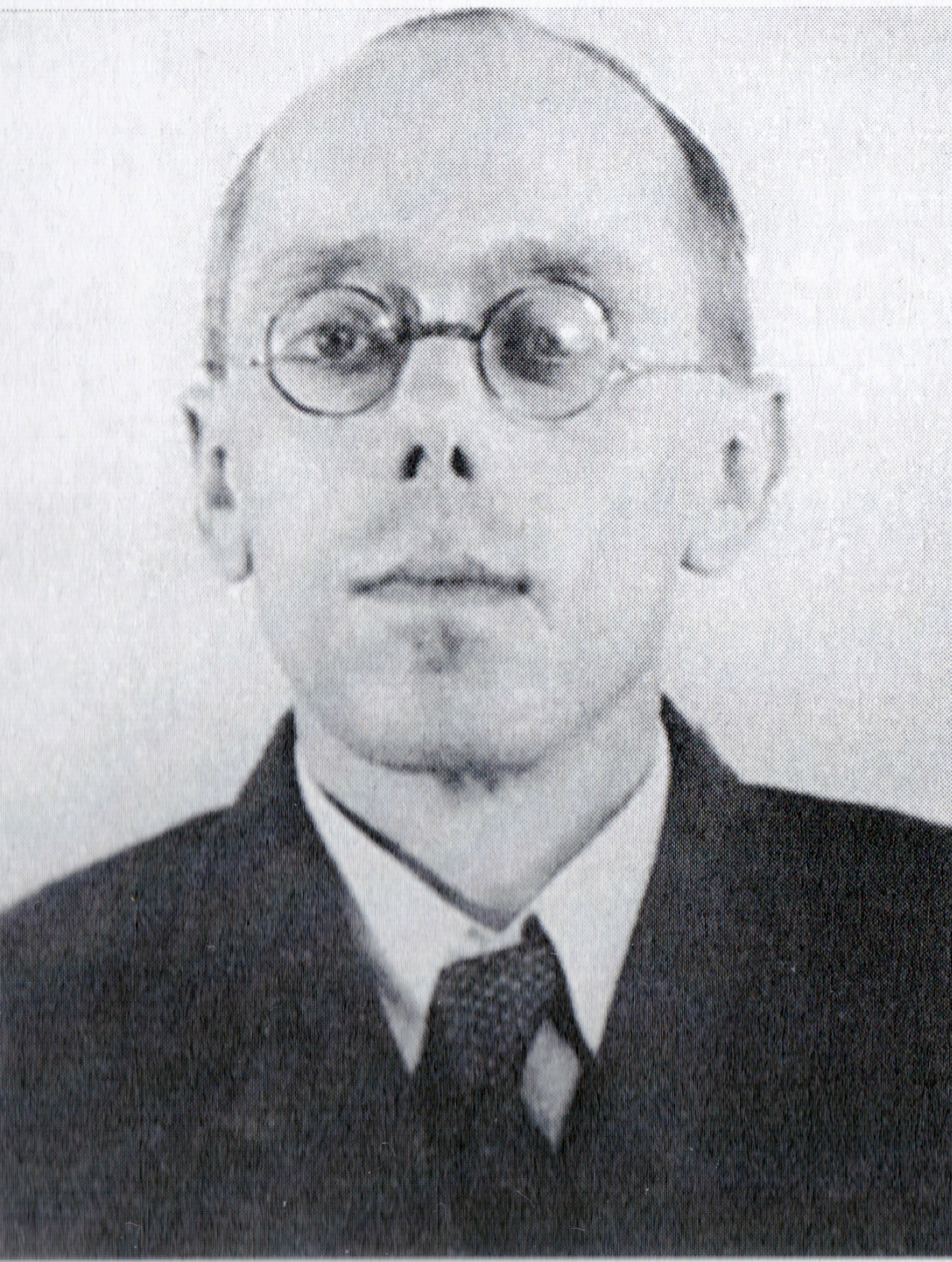
Fotografía que a menudo se publicó como una imagen encubierta de Václav Morávek, en realidad muestra a Walter Jacobi, jefe de la oficina de la SD en Praga.

### Muerte
El 21 de marzo de 1942 por la noche, Morávek tuvo una reunión cerca de Ořechovka en Praga, probablemente con el agente A-54. Se dirigió allí junto con Václav Řehák, quien fue primero. Los eventos que ocurrieron en la parada de Prašný most no están completamente claros. La versión más probable es que Řehák fue capturado por agentes de la Gestapo y llevado hacia un coche preparado. Morávek lo vio desde lejos, se subió a un tranvía en movimiento y trató de liberar a Řehák con una acción repentina. Algunos agentes de la Gestapo permanecieron ocultos, y Morávek asumió que había suficiente con los agentes visibles. Saltó del tranvía y corrió a ayudar a su colaborador. Sin embargo, el resto de los agentes de la Gestapo salieron de sus escondites y se produjo un tiroteo confuso. Según especulaciones anteriores, el Morávek herido y de espaldas a los perseguidores se quitó la vida con un disparo en la cabeza, lo que no concuerda con el protocolo de autopsia que indicaba que había recibido seis disparos: dos en las piernas, dos en el cuerpo y dos en la cabeza. La herida mortal fue un disparo en el costado que cortó la aorta. Los dos disparos en la cabeza fueron hechos por agentes de la Gestapo, por razones desconocidas, a pesar de que se les había ordenado capturar a los sospechosos vivos. Oskar Fleischer pudo haber tenido motivos para no dejar que Morávek cayera vivo en manos de sus compatriotas, ya que Paul Thümmel estaba entre los viejos amigos de Fleischer y podría haber tenido un acuerdo no especificado con él. Además, no está claro si Morávek hirió o incluso mató a alguno de sus oponentes durante el enfrentamiento final.

### Evaluación de la actividad de la resistencia
Marie Líkařová, colaboradora de los partisanos, describió a Mašín y Morávek de la siguiente manera: "'Vojta' (Morávek) 'era como el teniente coronel Mašín. No puede haber una persona más sacrificada que él. No conocían nada más que el trabajo. Siempre fueron buscados, a menudo estaban sin comida y enfermos, y no podían descansar en paz... De lo contrario, Vojta estaba muy infeliz. Decía, cuando llegue el final, mataré a todos. Todos me cerraron las puertas, se dispersaron...". Otra colaboradora de la resistencia, Marie Magda Rezková, donde a menudo pasaba la noche, lo caracterizó como un "hombre de carácter puro, honrado, religioso, que amaba sobre todo a su madre. Le escribía cada semana, ella le contestaba bajo el nombre de Růženka. Era suave, no dañaba a nadie, no temía por su vida, solo deseaba la sangre del gestapo, solo quería vengar a Pepka Mašína. A menudo tenía hambre y volvía a mí empapado porque a veces esperaba horas para recibir noticias. No dormía, trabajaba desinteresadamente de día y de noche."
Václav Morávek fue un patriota convencido. Con toda su persona, trató de contribuir a la expulsión de los ocupantes alemanes y al restablecimiento de la Checoslovaquia democrática. Y por ese objetivo sacrificó su vida. Aunque sus amigos y compañeros de lucha disminuyeron gradualmente, nunca estuvo completamente solo. Siempre tuvo personas valientes a su alrededor que, a pesar de los riesgos conocidos, lo ayudaban, le daban de comer, le proporcionaban refugio, actuaban como enlaces, colaboraban en las transmisiones, lo cuidaban y le prestaban ropa.

## Después de la guerra

### Ascensos
Después de la guerra (en el año 1945), Morávek fue ascendido de manera póstuma al rango de teniente coronel de artillería. El 8 de mayo de 2005, el presidente Václav Klaus concedió a Morávek, junto con Balabán y Mašín, el rango póstumo de general de brigada.

### Monumento y Parque Morávek
En el lugar de su muerte, cerca de la concurrida intersección de las calles Svatovítská y Milady Horákové y la parada de Prašný most, había un modesto monumento hasta el año 2008. En 2008, debido a la construcción del complejo de túneles Blanka (parte del Anillo Vial de Praga) y la consiguiente reestructuración de los alrededores, fue temporalmente trasladado al área de la guarnición militar de Dejvice. El 6 de octubre de 2014, se inauguró solemnemente el monumento renovado de Morávek en presencia del jefe del Estado Mayor General, Petr Pavel. Además del monumento existente, se añadieron tres grandes piedras que simbolizan el grupo de resistencia Tři králové. El arquitecto Klement Valouch es el autor del diseño arquitectónico del monumento renovado.
Después de la finalización del túnel, las áreas de parque recién remodeladas en las cercanías fueron nombradas como Parque Morávek.

### Placas conmemorativas

#### Kolín

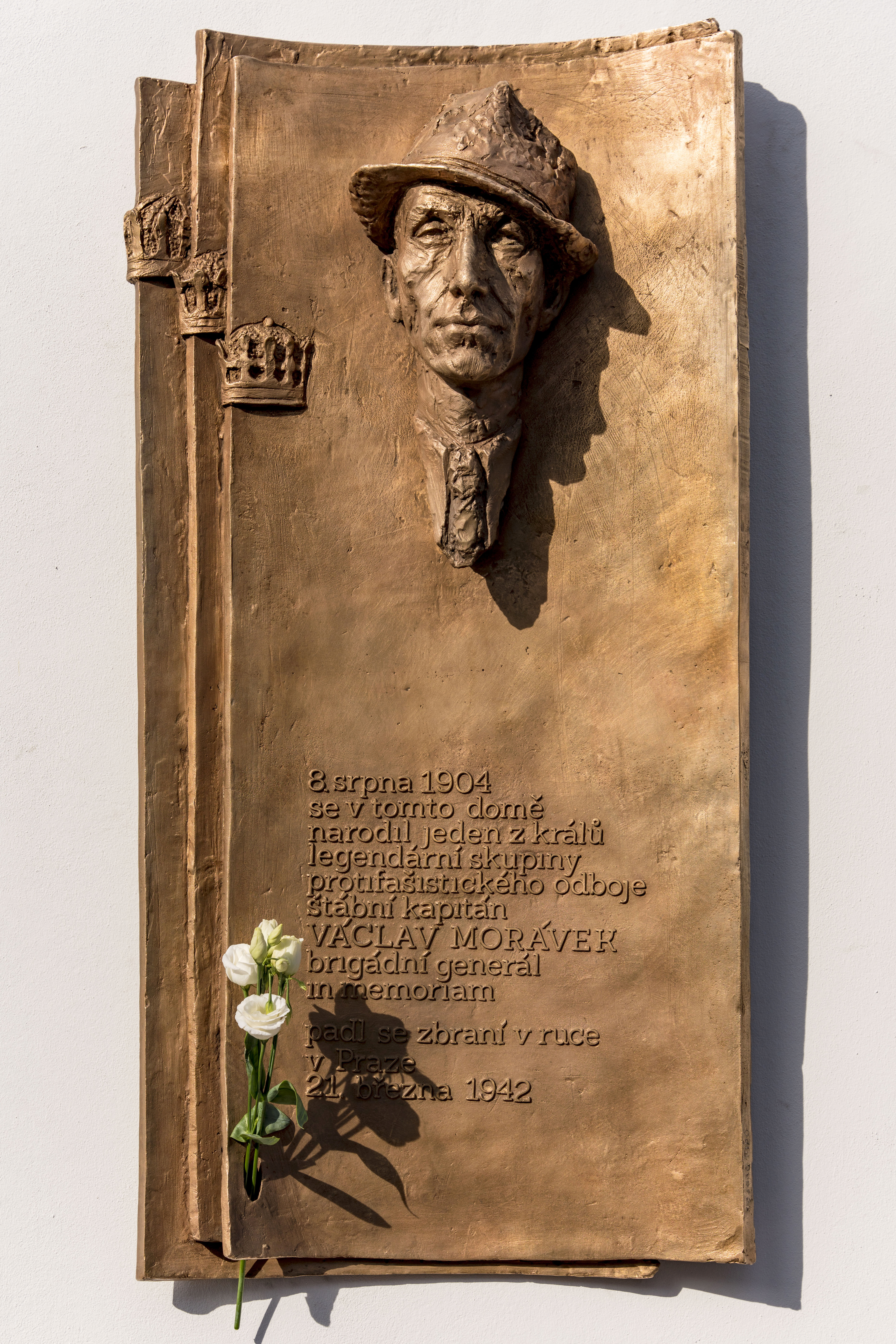
Placa conmemorativa en la casa natal de Václav Morávek en Kolín

En Kolín, en la casa natal de Morávek en la calle Luční, Zálabí, número 28, se reveló el 20 de marzo de 2022 una placa conmemorativa. El autor de la placa es el artista kolínense Jaroslav Hylas. En la placa se representa a Václav Morávek, tres coronas reales (referencia al grupo de resistencia Tři králové) y la inscripción: "El 8 de agosto de 1904 nació en esta casa uno de los reyes de la legendaria banda de resistencia antifascista, Teniente Coronel Václav Morávek, general del ejército in memoriam. Cayó con el arma en la mano en Praga el 21 de marzo de 1942."
En el edificio de la Academia de Comercio (originalmente un gimnasio) en Kolín también hay una placa conmemorativa. Fue creada en el año 2004 por el escultor académico Michal Vitanovský.

#### Olomouc
El 16 de marzo de 2017 por la tarde, en Olomouc, gracias a la Asociación Checoslovaca de Legionarios (Unión Olomouc), se descubrió una placa conmemorativa en la casa donde Václav Morávek vivió en las décadas de 1920 y 1930, en la dirección Šemberova 46/2. El autor de la placa es el cantero Miroslav Zmeškal.

#### Praga 4 - Nusle, calle Čiklova

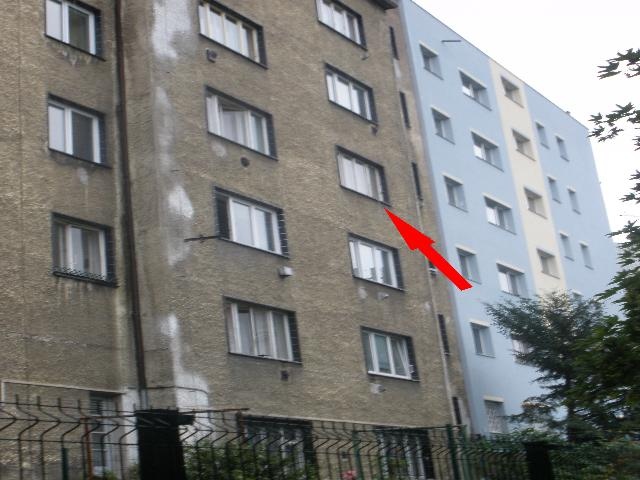
Casa en la calle Čiklova 1238/19 (Pod Terebkou) Praga 4 - Nusle, donde fue arrestado el teniente coronel Josef Mašín. Se señala la flecha la ventana desde donde escaparon el capitán Václav Morávek y el sargento František Peltán.

El lunes 15 de mayo de 2017 por la tarde, se reveló solemnemente una placa conmemorativa en la casa de la calle Čiklova número 19 en Nusle, cerca de Vyšehrad, en Praga, recordando el evento ocurrido en esta casa el 13 de mayo de 1941. Esa tarde, desde un pequeño apartamento, un grupo de tres resistentes de la unidad de sabotaje y diversión Tři králové (Václav Morávek, Josef Mašín y el radio František Peltán) transmitió ilegalmente mensajes a Londres a través del transmisor ilegal Sparta II. Alrededor de las 19:15, durante una redada sorpresiva de la Gestapo, Josef Mašín cubrió la retirada de Morávek y Peltán, quienes habían descendido arriesgadamente desde una ventana por un delgado cable de tierra de la antena del transmisor. Durante el enfrentamiento con la superioridad numérica de la Gestapo, Josef Mašín fue gravemente herido y capturado. El autor de la placa conmemorativa es el escultor académico Jaroslav Hylas, originario del Kolín natal de Morávek. Durante el Protectorado, la calle se llamaba "Pod Terebkou". Recibió su nuevo nombre en honor al sacerdote Alois Václav Čikl, residente de la casa vecina con la placa conmemorativa. Čikl fue administrador desde 1938 de la Iglesia Ortodoxa de los Santos Cirilo y Metodio, donde proporcionó refugio a los paracaidistas que llevaron a cabo el atentado contra el Reichsprotektor Reinhard Heydrich.) En la placa conmemorativa se puede leer: "El 13 de mayo de 1941, durante la redada de la Gestapo en esta casa, el Capitán Václav Morávek, General de Brigada In Memoriam, y el Sargento František Peltán, Capitán In Memoriam, cubrían la huida de sus compañeros de lucha. En ese enfrentamiento, resultó herido y capturado el Coronel Josef Mašín, General Mayor In Memoriam. Después de un año de prisión, fue ejecutado el 30 de junio de 1942 en el campo de tiro de Kobylisy en Praga.".

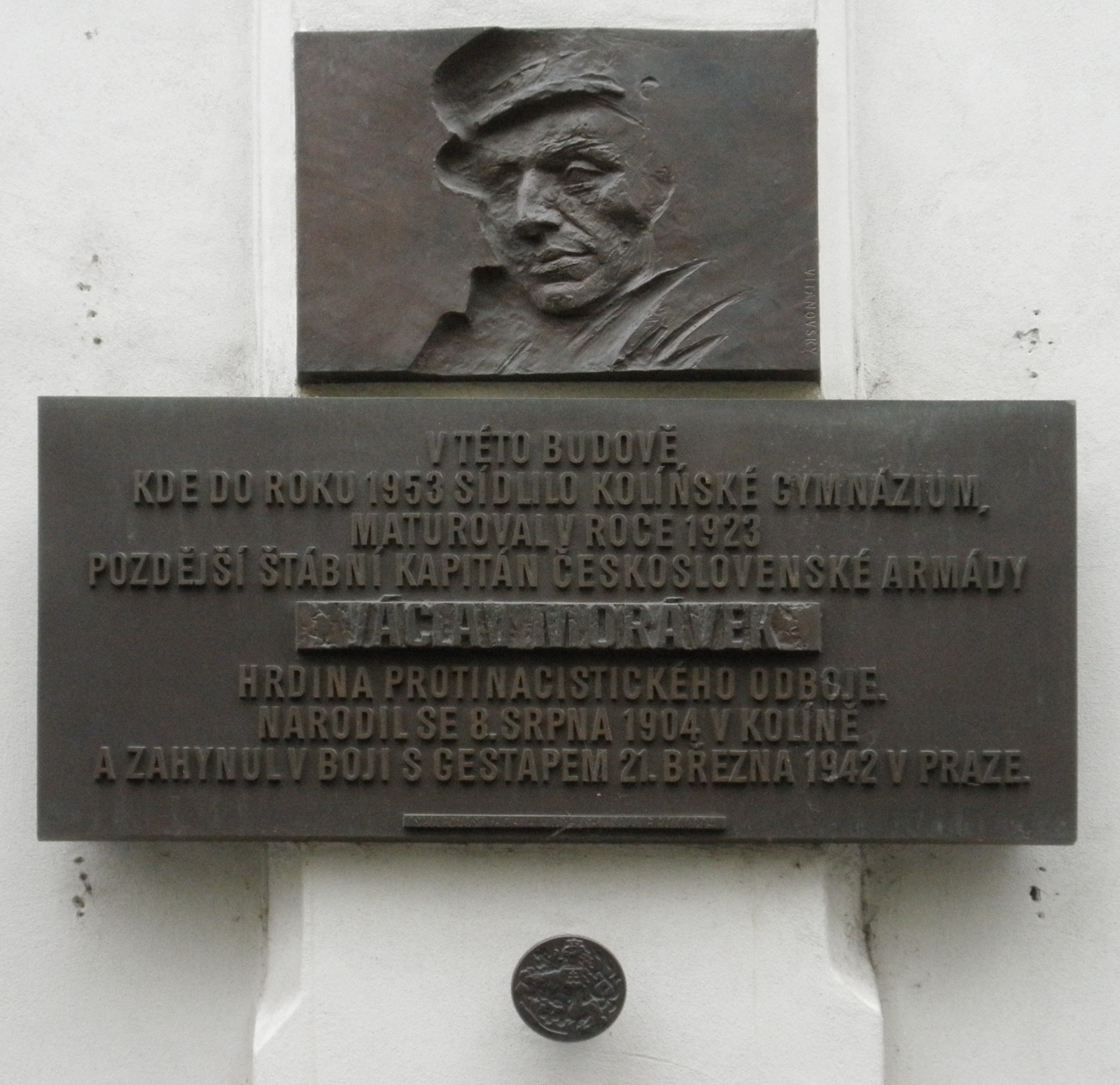
Placa conmemorativa en la Academia Comercial de Kolín
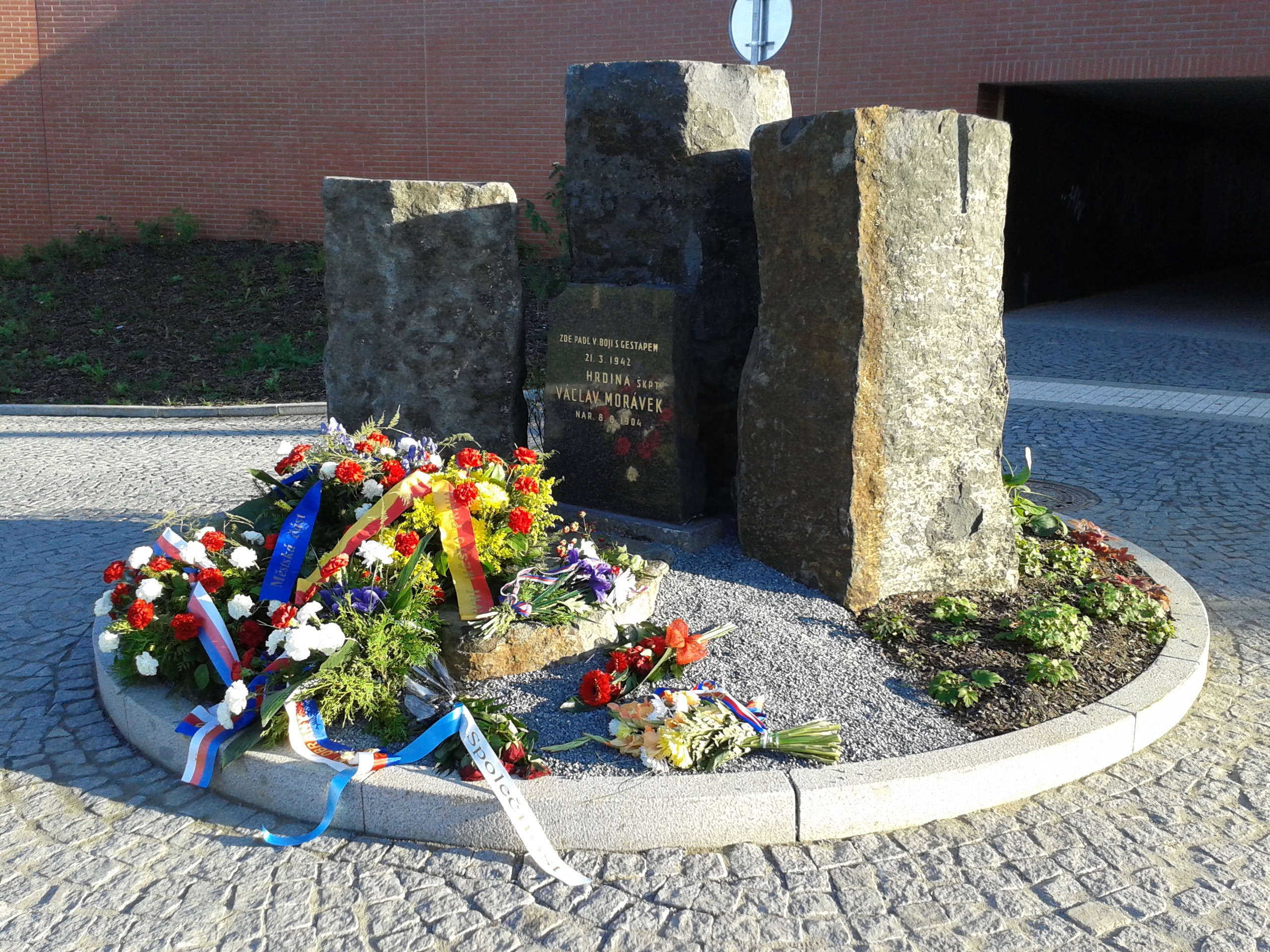
Monumento en el Puente Prašný después de la reconstrucción y revelación el 6 de octubre de 2014
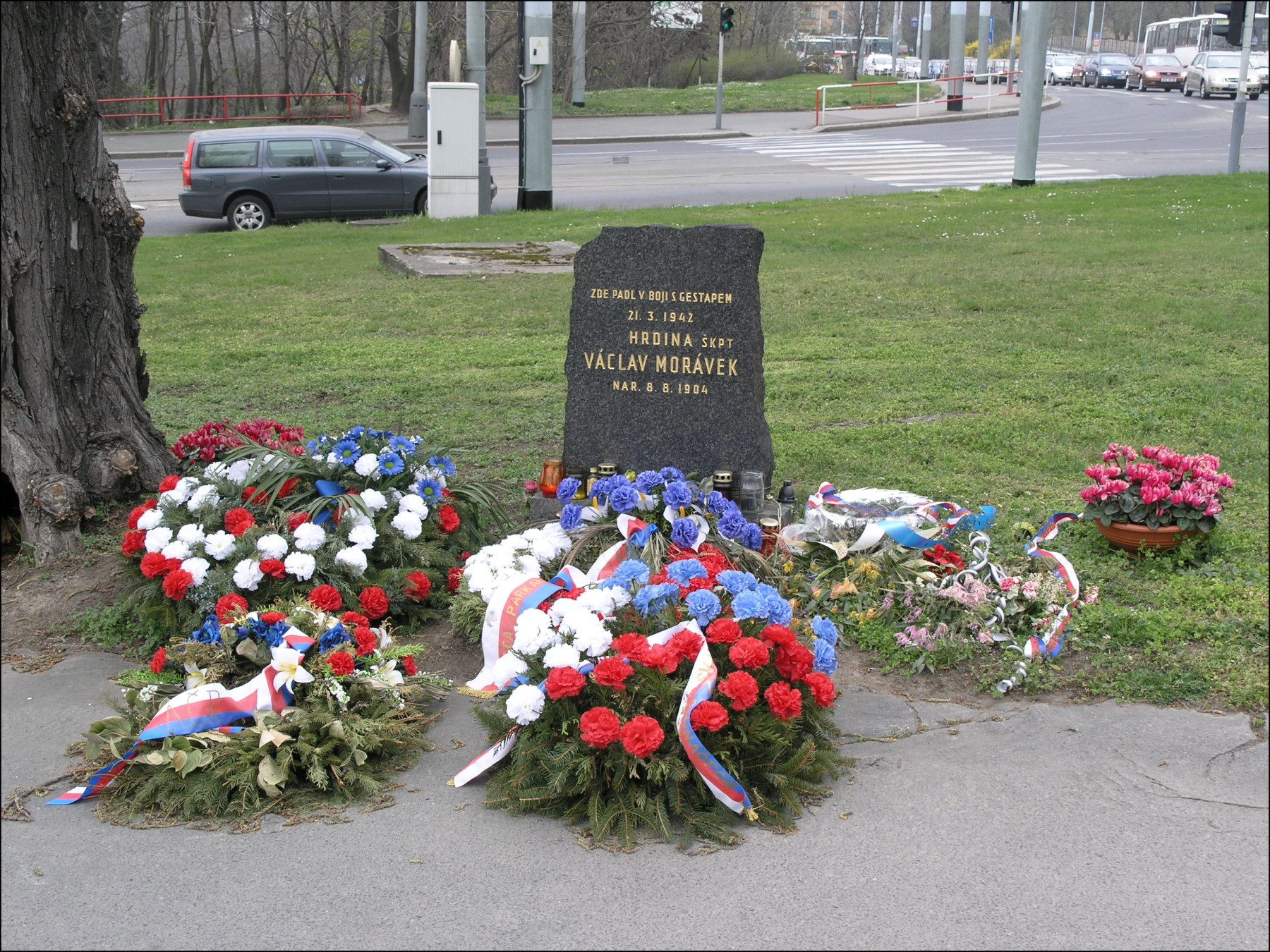
Monumento cerca del Puente Prašný poco después del 21 de marzo (estado antes de la reconstrucción)
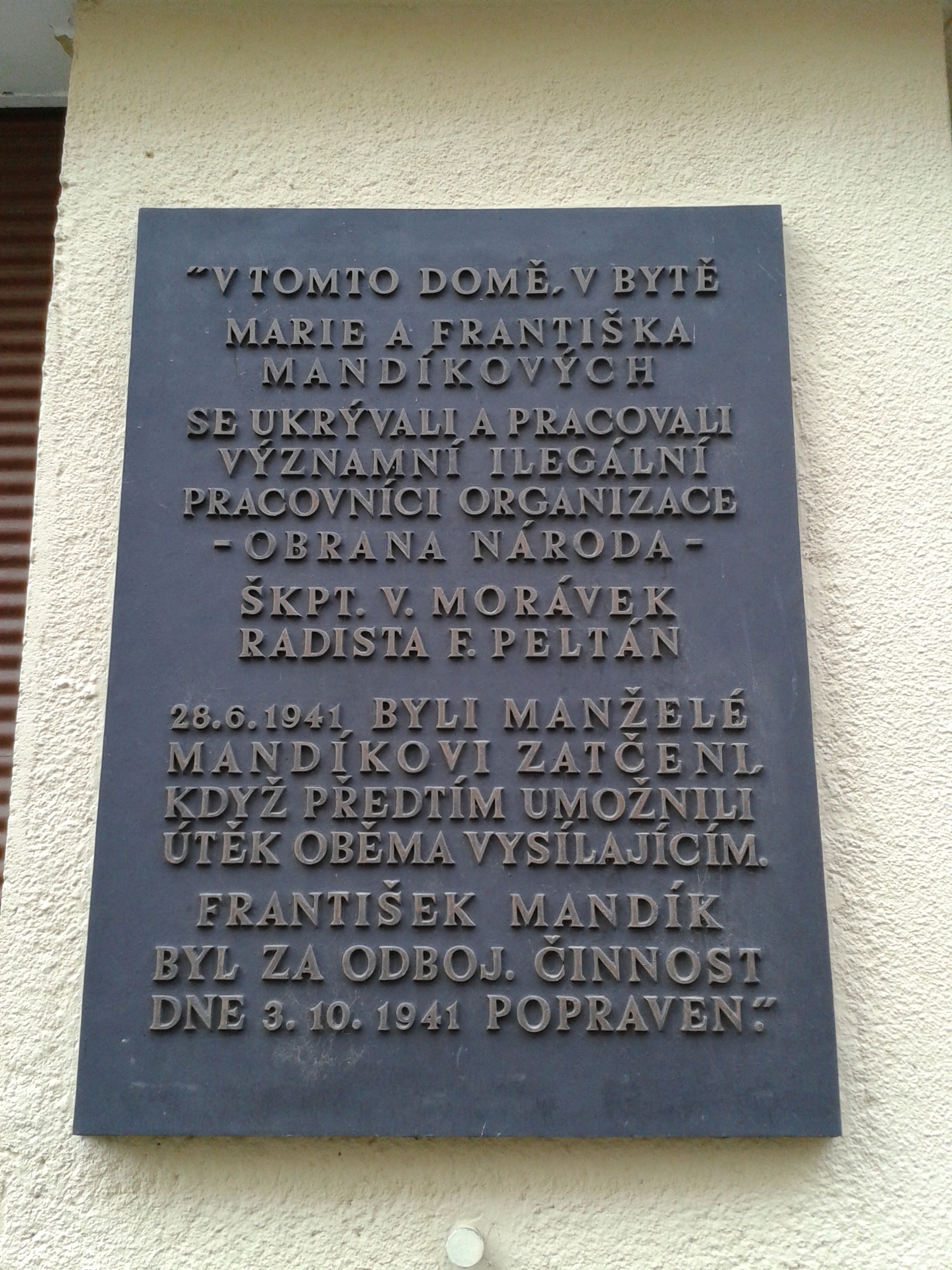
Placa conmemorativa en la calle Horní 1466/10 en Praga 4 - Nusle
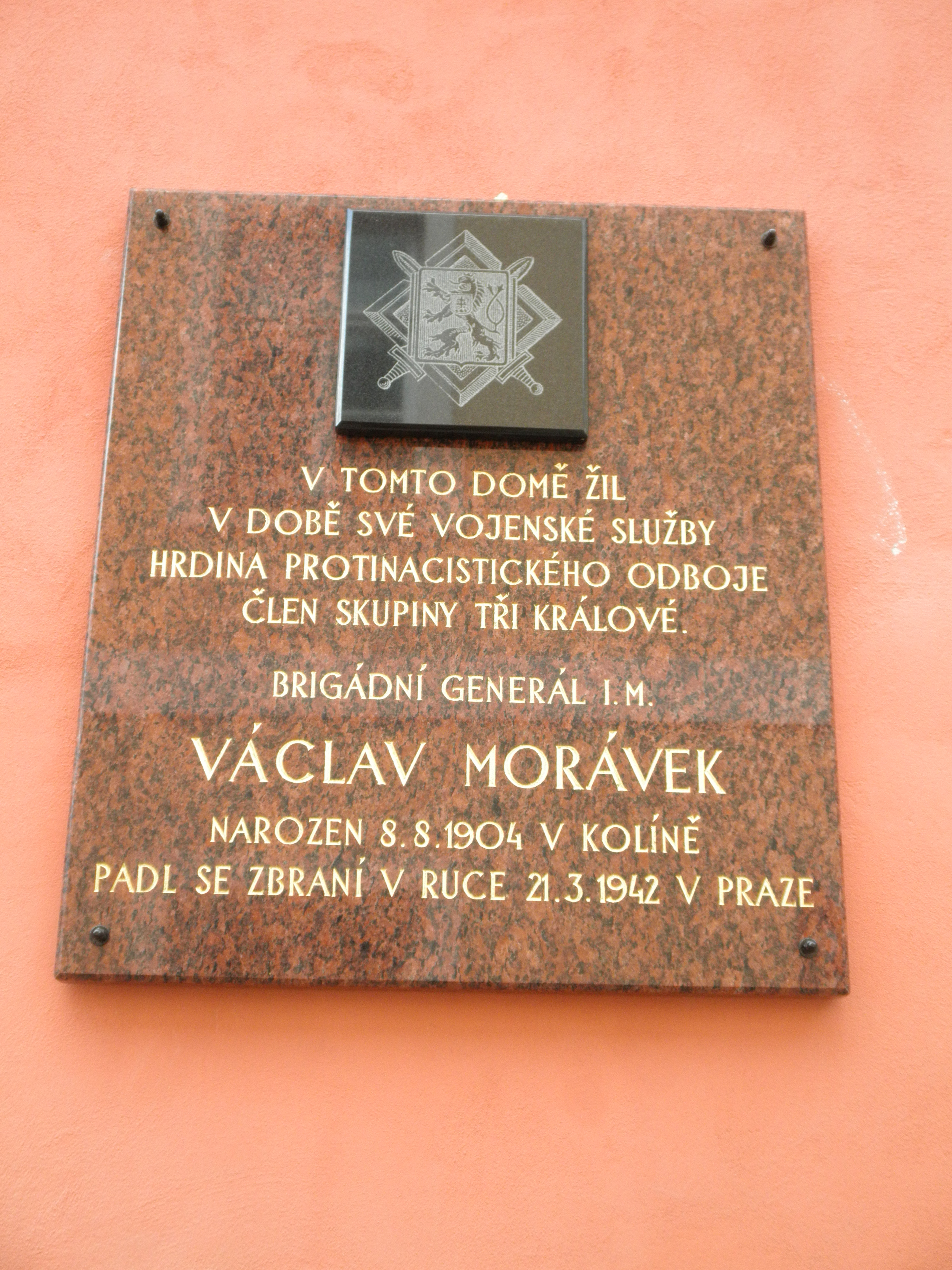
Placa conmemorativa revelada el 16 de marzo de 2017 en Olomouc

## Medallas
El nombre de Morávek es llevado por una medalla otorgada por la cooperación con las Reservas Activas del Ejército de la República Checa.
- Cruz de Guerra Checoslovaca 1939.[7]
- Cinta de la Orden de M.R. Štefánik de 2.ª clase]] II.
- Cinta de la Orden del León Blanco de 1.ª clase I.